# Пэйн, Кит
Кит Пэйн (англ. Keith Payne; род. 30 августа 1933, Ингем, Квинсленд, Австралия) — австралийский военнослужащий, уорент-офицер II класса Армии Австралии. Кавалер креста Виктории, последний ныне живущий австралиец в этом качестве (на 2022 год).
Родился в 1933 году в штате Квинсленд. Так как отец скончался после Второй мировой войны, в одиночку воспитывался матерью вместе с многочисленными братьями и сёстрами. Окончив среднюю школу и проработав некоторое время в торговле, в 1951 году в возрасте 17 лет записался в Армию Австралии. В последующие годы принял участие в корейской войне, войне в Малайе, индонезийско-малайзийской конфронтации, а также в конфликте в Папуа. В 1969 году в составе австралийского контингента был отправлен на войну во Вьетнаме.
24 мая 1969 года Пэйн отличился во время отбития атаки северовьетнамцев на лагерь Бен-Хет, провинция Контум. В ходе боя Пэйн получил множество ранений, а рота под его командованием понесла большие потери и к ночи была отсечена от основных войск. В следующие часы Пэйн занимался поисками своих солдат, оставшихся в живых после беспорядочного отступления. К трём часа ночи он привёл более чем 40 человек из своей роты обратно на базу батальона. За эти действия 8 сентября того же года Пэйн был удостоен креста Виктории, который в следующем году был вручён ему королевой Елизаветой II.
После непродолжительного лечения вернулся на военную службу, но уже в 1975 году вышел в отставку в звании уорент-офицера II класса. В том же году поступил на контрактную службу в армию Омана и принял участие в войне в Дофаре, а затем вернулся на родину. Долгие годы Пэйн является активным членом ветеранского сообщества Австралии, оказывает помощь самим ветеранам и членам их семей. В 2015 году за заслуги на поприще защиты прав ветеранов был возведён в члены ордена Австралии. В свои 88 лет Пэйн является последним ныне живущим кавалером креста Виктории из Австралии. Он женат и больше 60 лет состоит в браке, имеет пятерых сыновей.

## Биография

### Молодые годы
Кит Пэйн родился 30 августа 1933 года в Ингеме, штат Квинсленд, Австралия. Он стал младшим из четырёх детей в семье Генри Томаса Пэйна и Ромильды «Милли» Хасси, однако вскоре семья увеличилась до 13 человек. Отец принадлежал к церкви Англии, мать была католического вероисповедания, а также наполовину итальянкой. В годы депрессии семья жила довольно трудно, Кит вместе с братьями и сёстрами работал в огороде, занимался ловлей рыбы, охотился на дикую птицу и свиней. Отец принял участие во Второй мировой войне и был ранен во время битвы за Моротай, но вскоре скончался и мать поднимала всю семью в одиночку. Пэйн учился в государственной средней школе Ингема, после её окончания поступил в ученики к столяру-краснодеревщику, а затем стал работать в сфере торговли. Некоторое время он прослужил в 31-м батальоне в составе Гражданских вооружённых сил, однако был недоволен сложившимся положением вещей и стремился к большей самореализации.

### Военная служба
13 августа 1951 года в возрасте 17 лет Пэйн вступил в регулярную Армию Австралии. После прохождения соответствующего курса начального обучения, в декабре 1951 года он начал служить во 2-м батальоне Королевского Австралийского полка. В июле 1952 года Пэйн был переведён в 1-й батальон и в том же месяце командирован в Японию в рамках смены личного состава австралийских пехотных подразделений. В сентябре 1952 года в составе 1-го батальона он был отправлен в Корею, где служил до марта 1953 года. После вывода батальона из Кореи Пэйн служил в штаб-квартире британской 28-й пехотной бригады Содружества до конца корейской войны, а в сентябре 1953 года вернулся в Австралию. Получив в следующем году звание капрала, на протяжении большей части пяти последующих лет Пэйн проходил различные учебные курсы, в том числе, в 4-м кадетском батальоне и 11-м учебном батальоне национальной службы . 17 февраля 1960 года Пэйн был переведён в 3-й батальон, базирующийся в Эногджере, штат Квинсленд. 1 июня 1961 года он был повышен в звании до сержанта. В августе 1963 года Пэйн был направлен на службу в Малайю. Во время чрезвычайного положения в Малайе он участвовал в подавлении коммунистического восстания на Борнео. Также Пэйн принял участие в индонезийско-малайзийской конфронтации. В октябре 1964 года во время операции на малайско-тайской границе он получил лёгкие травмы, упав в реку.
В феврале 1965 года Пэйн вернулся в Австралию, после чего был переведён в 5-й батальон, где однако пробыл недолго. 4 июня того же года он получил звание уорент-офицера II класса, после чего стал инструктором по полевой выучке в штате офицерского учебного подразделения, созданного для подготовки военнослужащих в Шейвилле, штат Новый Южный Уэльс. В феврале 1967 года Пэйн был отправлен в Папуа — Новую Гвинею, где служил со 2-м батальоном Королевского полка Тихоокеанских Островов. На тот период пришлось обострение конфликта с Индонезией вдоль границы с Западным Папуа. В марте 1968 года Пэйн прибыл в штаб-квартиру Северного командования в Брисбене. 24 февраля 1969 года он был переведён в Учебную группу армии Австралии во Вьетнаме, а затем назначен командиром 212-й роты 1-го батальона мобильных ударных сил со штаб-квартирой в недавно созданном лагере Бен-Хет, провинция Контум. В обязанности Пэйна входила разведка и выявление маршрутов проникновения вражеских войск из Лаоса во Вьетнам, которые стремились взять в окружение Бен-Хет, находившийся в 14 километрах от лаосской границы.
24 мая 1969 года батальон, занявший позицию на вершине холма вблизи лагеря Бен-Хет, подвергся атаке со стороны гораздо больших и превосходящих его по численности северовьетнамских сил. На две ведущие роты батальона одновременно с трёх сторон обрушился ракетный, миномётный и пулемётный огонь противника. Другой ротой под номером 213-м командовал близкий друг Пэйна — сержант Анастасио «Монти» Монтез. Рота Пэйна, стоящая на левом фланге, была отсечена от второй на правом фланге и местные вьетнамские солдаты, находившиеся под его командованием, дрогнули и начали беспорядочно отступать. В таких условиях Пэйну пришлось в одиночку пришлось вступить в противоборство с противником, стреляя из винтовки и бросая гранаты для того, чтобы своим примером поднять дух паникующих солдат из своей роты, понесшей тяжёлые потери. За это время он был неоднократно ранен в голову, руки, плечо и бедро осколками от ракет и миномётных снарядов. Сержант Монтез погиб и Пэйн не смог найти и вынести его тело с поля боя. Вскоре, американский офицер, командовавший батальоном, принял решение о прорыве с боем на родную базу. Вместе с несколькими солдатами раненый Пэйн под сильным огнем противника прикрыл отход остальной части своей роты, пытаясь удержать вражеское наступление в основном с помощью стрельбы и гранат.
К ночи Пэйн смог собрать выживших из обеих рот в небольшой отряд и реорганизовал его в небольшой оборонительный периметр примерно в 350 метрах от холма, который уже был захвачен противником. После этого в полной темноте и по собственной инициативе Пэйн отправился на поиски оставшихся в живых солдат, потерявшихся и получившихся ранения во время беспорядочного отхода. Около 9 часов вечера он нашёл одну из таких групп по их следам на земле. Следующие три часа Пэйн провёл в прочёсывании джунглей на расстоянии в несколько сотен метров вокруг себя, попутно избегая столкновений с врагом, время от времени открывавшим огонь. В результате он смог найти около 40 солдат, причём некоторых из них Пэйн лично оттащил в безопасное место. Приведя всех в чувство, он привлёк дееспособных солдат к переноске раненых и привёл получившуюся группу обратно во временный оборонительный периметр, из которого уже ушли остатки батальона. Невзирая на данное обстоятельство, он повёл свою группу через вражескую местность, попутно по дороге подбирая встреченных раненых солдат. Примерно в три часа ночи он привел всех тех, кого смог спасти, обратно на базу батальона.
8 сентября 1969 года за эти действия Пэйн был награждён крестом Виктории. Он узнал об этом по прибытии в штаб-квартиру Австралийского командования в Сайгоне. После известия о награждении Пэйн был поздравлен премьер-министром Австралии Джоном Гортоном. Много лет спустя на вопрос о том, боялся ли он чего-нибудь в тот день во Вьетнаме, Пэйн ответил — «О Господи, да, конечно».

ЦЕНТРАЛЬНАЯ КАНЦЕЛЯРИЯ РЫЦАРСКИХ ОРДЕНОВ
СЕНТ-ДЖЕЙМССКИЙ ДВОРЕЦ, ЛОНДОН, S.W.I.
19-е сентября 1969.
Королева любезно одобрила, по совету Австралийских Министров Её Величества, награждение нижеупомянутого Крестом Виктории:
(Датировано 8-м сентября 1969)
Уорент-офицер II класса Кит ПЭЙН, 12222. Королевский Австралийский Пехотный Полк.
24 мая 1969 года, в провинции Контум, уорент-офицер Пэйн командовал 212-й ротой 1-го батальона мобильных ударных сил, когда батальон был атакован превосходящим числом северовьетнамских войск. Враг отсёк две ведущие роты, одной из которых командовал уорент-офицер Пэйн, и при помощи тяжёлых миномётов и ракет атаковал их позиции одновременно с трёх направлений. Из-за этой тяжёлой атаки местные солдаты начали отступать. Непосредственно подвергая себя вражескому огню, уорент-офицер Пэйн, полагаясь на собственные силы, какое-то время отражал атаки, попеременно стреляя из своего оружия и бегая от позиции к позиции, собирая гранаты и бросая их в атакующего противника. При этом он получил ранения в руки и ноги. Несмотря на его выдающиеся усилия, местные солдаты уступили усилившемуся давлению противника и батальонный командир, вместе с несколькими советниками и несколькими солдатами, приступил к отходу. Не обращая внимания на свои ранения и чрезвычайно тяжёлый вражеский огонь, уорент-офицер Пэйн прикрыл их отход, снова бросая гранаты и стреляя из своего оружия в противника, начавшего преследование. Все ещё находясь под огнем, затем он пробежал через открытую местность и перехватил свои беспорядочно уходившие силы. Успешно удержав их, к вечеру он реорганизовал остатки своей и второй рот во временный оборонительный периметр.

Достигнув этого, уорент-офицер Пэйн по собственному решению и с большим риском для себя вышел в одиночку из периметра в темноту, пытаясь найти раненых и оставшихся местных солдат. Некоторые оставались на позиции, а другие рассеялись по данному району. Хотя противник все ещё занимал покинутую позицию, уорент-офицер Пэйн, с полным пренебрежением к своей собственной жизни, подполз к ней и вынес нескольких раненых солдат. Затем он продолжил прочёсывать район, в котором не прекращалась вражеская активность и стрельба, что заняло три часа. Наконец он собрал сорок отбившихся солдат, часть которых была ранена, и вернулся с этой группой на временный оборонительный периметр, где хватился оставшейся части батальона. Нисколько не смутившись данной утратой и лично оказав помощь тяжело раненному американскому советнику, он провел группу мимо противника в убежище на базе своего батальона. Его непрестанные и героические личные усилия в этом столкновении оказались выдающимися и, несомненно, спасли жизни большого числа собственных местных солдат и нескольких его коллег-советников. Неоднократные действия уорент-офицера Пэйна исключительной личной храбрости и беззаветного поведения в данной операции были источником вдохновения для всех подчинённых ему солдат Вьетнама, Соединённых Штатов и Австралии. Его выдающаяся храбрость следовала самым высоким традициям Австралийской Армии.
Оригинальный текст (англ.)CENTRAL CHANCERY OF THE ORDERS OF KNIGHTHOOD

ST. JAMES'S PALACE, LONDON, S.W.I.
19th September 1969.
The QUEEN has been graciously pleased, on the advice of Her Majesty's Australian Ministers, to approve the award of the Victoria Cross to the undermentioned:
(To be dated 8th September 1969)
Warrant Officer Class II Keith PAYNE, 12222. Royal Australian Infantry Regiment.
On 24th May 1969, in Kontum Province, Warrant Officer Payne was Commanding 212th Company of 1st Mobile Strike Force Battalion when the battalion was attacked by a North Vietnamese force of superior strength. The enemy isolated the two leading companies, one of which was Warrant Officer Payne's, and with heavy mortar and rocket support assaulted their position from three directions simultaneously. Under this heavy attack the indigenous soldiers began to fall back. Directly exposing himself to the enemy's fire, Warrant Officer Payne, through his own efforts, temporarily held off the assaults by alternately firing his weapon and running from position to position collecting grenades and throwing them at the assaulting enemy. While doing this he was wounded in the hands and arms. Despite his outstanding efforts, the indigenous soldiers gave way under the enemy's increased pressure and the Battalion Commander, together with several advisors and a few soldiers, withdrew. Paying no attention to his wounds and under extremely heavy enemy fire, Warrant Officer Payne covered this withdrawal by again throwing grenades and firing his own weapon at the enemy who were attempting to follow up. Still under fire, he then ran across exposed ground to head off his own troops who were withdrawing in disorder. He successfully stopped them and organised the remnants of his and the second company into a temporary defensive perimeter by nightfall.

Having achieved this, Warrant Officer Payne of his own accord and at great personal risk, moved out of the perimeter into the darkness alone in an attempt to find the wounded and other indigenous soldiers. Some had been left on the position and others were scattered in the area. Although the enemy were still occupying the previous position, Warrant Officer Payne, with complete disregard for his own life, crawled back on to it and extricated several wounded soldiers. He then continued to search the area, in which the enemy were also moving and firing, for some three hours. He finally collected forty lost soldiers, some of whom had been wounded, and returned with this group to the temporary defensive perimeter he had left, only to find that the remainder of the battalion had moved back. Undeterred by this setback and personally assisting a seriously wounded American advisor he led the group through the enemy to the safety of his battalion base. His sustained and heroic personal efforts in this action were outstanding and undoubtedly saved the lives of a large number of his indigenous soldiers and several of his fellow advisors. Warrant Officer Payne's repeated acts of exceptional personal bravery and unselfish conduct in this operation were an inspiration to all Vietnamese, United States and Australian soldiers who served with him. His conspicuous gallantry was in the highest traditions of the Australian Army.

Пэйн стал одним из четырёх кавалеров креста Виктории во время войны во Вьетнаме вместе с Кевином Уитли, Питером Бэдко и Рэем Симпсоном, а также последним австралийским обладателем данной награды до образования австралийской наградной системы и учреждения отдельного креста Виктории для Австралии в 1991 году, и до награждения данной наградой в 2009 году Марка Дональдсона. Также Пэйн был награждён крестом «За выдающиеся заслуги» и медалью «Серебряная звезда» (США), а также крестом «За храбрость» с бронзовой звездой (Республика Вьетнам). Его фотография и цитата из награждения были размещены в Зале героев Центра военной помощи Джона Ф. Кеннеди на базе Форт-Брэгг, Северная Каролина.

Президент Соединённых Штатов Америки с санкции Акта Конгресса от 9 июля 1918 года (с поправками от 25 июля 1963 года), имеет честь представить к Кресту «За выдающиеся заслуги» уорент-офицера (УО-2) Кита Пэйна, Австралийская Армия, за необычайный героизм в связи с военными операциями, связанными с конфликтом с вооружёнными враждебными силами в Республике Вьетнам, во время службы в Учебной группе Австралийской Армии. Лично возглавляя 212-ю роту 1-го батальона мобильных ударных сил в провинции Контум, Республика Вьетнам, 24 мая 1969 года его рота была атакована превосходящими силами Северо-Вьетнамской Армии. Результатом атаки стало изолирование двух ведущих рот. Затем они с трёх сторон попали под сильный ракетный и миномётный огонь и наступление пехоты. Эта интенсивная атака заставила ударные силы начать отход. Уорент-офицер Пэйн, подвергая себя вражескому огню, сплотил войска, стреляя из своего личного оружия и бегая от позиции к позиции, собирая и бросая гранаты на атакующего противника. Он получил ранения в руки и ноги. Несмотря на его выдающиеся усилия, местные солдаты отступили, как отступил и командир батальона вместе со своим штабом. Уорент-офицер Пэйн прикрыл данный отход оружейной стрельбой и бросанием гранат. Под сильным огнем он пробежал через открытую местность для остановки беспорядочного отступления — и, после наступления ночи, реорганизовал свою роту в оборонительный периметр. Затем он ступил на территорию, удерживаемую врагом, где собрал около сорока раненых и потерявшихся солдат. Вернувшись на оборонительный периметр, он обнаружил, что его батальон ушёл. Не обратив на это внимания, он продолжил сбор заблудших и провел их и четырёх американских солдат к месту базирования, где организовал эвакуацию всех раненых. Он отказывался от эвакуации до тех пор, пока все оставшиеся раненые не покинули данный район. Благодаря его непреклонным и отважным действиям как солдата, он спас жизни своих американских товарищей по оружию и многих вьетнамских солдат, принеся большую пользу армиям Австралии и Соединённых Штатов.
Оригинальный текст (англ.)The President of the United States of America, authorized by Act of Congress, July 9, 1918 (amended by act of July 25, 1963), takes pleasure in presenting the Distinguished Service Cross to Chief Warrant Officer (WO-2) Keith Payne, Australian Army, for extraordinary heroism in connection with military operations involving conflict with an armed hostile force in the Republic of Vietnam, while serving with the Australian Army Training Team. While personally leading the 212th Company, 1st Mobile Strike Force Battalion, in Kontum Province, Republic of Vietnam, on 24 May 1969, his company was attacked by an overwhelming force of the North Vietnamese Army. The attack isolated the two lead companies. They then came under heavy rocket and mortar fire and an infantry ground assault from three directions. This intensive attack caused the strike force to begin withdrawing. Warrant Officer Payne, exposing himself to enemy fire, rallied the troops by firing his personal weapon and running from position to position, collecting and hurling grenades at the attacking enemy. He was wounded in his hands and arms. Despite his outstanding efforts, the indigenous soldiers retreated and the battalion commander and staff retreated with them. Warrant Officer Payne covered this retreat by firing his weapons and throwing grenades. Under heavy fire he ran across exposed terrain to stop the disorderly withdrawal - and as night fell - organized his company into defensive perimeter. He then proceeded into enemy held territory collecting some forty wounded and lost soldiers. Upon returning to the defensive perimeter, he found that his battalion had left. Undeterred he continued collecting staggers and led them and four American soldiers to a final rendezvous where he supervised the evacuation of all wounded personnel. He refused to be evacuated until all other wounded had departed the area. Through his sustained and courageous soldiery performance, he saved the lives of his American comrades in arms and many Vietnamese soldiers, bringing great credit to the Australian and United States Armies.

В сентябре 1969 года Пэйн был по болезни эвакуирован из Вьетнама в Брисбен, где был тепло встречен в аэропорту перед поступлением в госпиталь, откуда выписался в ноябре того же года. В январе 1970 года он стал инструктором в Королевском военном колледже в Дантруне, где занимался подготовкой офицеров. 13 апреля 1970 года Пэйн получил крест Виктории из рук королевы Елизаветы II на борту королевской яхты «HMY Britannia» в бухте Брисбена во время её визита в Австралию. В 1971 году в честь Пэйна был назван парк в Стаффорде, пригороде Брисбена. Стал почётным гражданином Брисбена и шира Хинчинбрук, в котором находится его родной город. В 1972 году австралийская художница Ширли Бурн написала портрет Пэйна, который выставляется в Австралийском военном мемориале. В 1973 году его именем был назван сад в Ботанических садах Ингема.
20 декабря 1972 году Пэйн был переведён в 42-й батальон Королевского Квинслендского полка в Маккае, штат Квинсленд. 13 марта 1975 года он вышел в отставку с военной службы. После этого по личной инициативе Пэйн подписал трёхлетний контракт на службу звании капитана в армии Омана. Пэйн говорил, что отправляется на борьбу с коммунизмом, который уже захватил Азию и нужно не позволить ему продвинуться на Восток. В Омане он командовал ротой пограничных сил, приняв участие в войне в Дофаре и борьбе с коммунистическими повстанцами. Однако спустя шесть месяцев Пэйн нарушил контракт и вернулся в Австралию, обнаружив, что из-за проблем со здоровьем не может полноценно выполнять обязанности командира в боевых условиях.

### Последующая жизнь

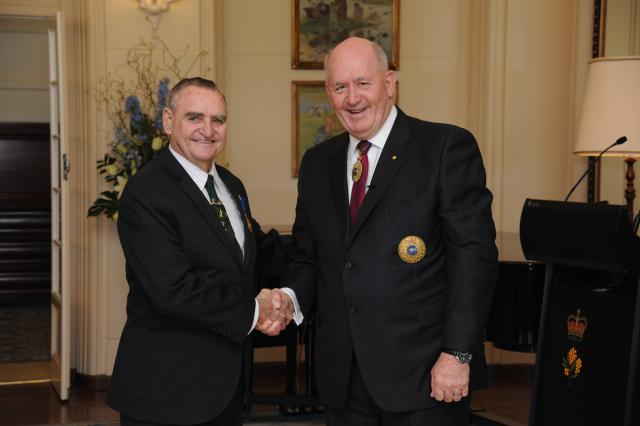
Пэйн с генерал-губернатором Косгроувом во время инвеституры, 2015 год

28 октября 1969 года стал почётным членом Лиги вернувшихся военнослужащих. 18 февраля 1975 года Пэйн вступил в Легион пограничников, где 30 сентября 1999 года занял почётную должность главного комиссара. За заслуги перед Легионом он был удостоен креста Дартнелла с пряжкой доблести и Легионерского креста заслуг. 25 января 1982 года Пэйн был награждён Национальной медалью. По возвращении в Австралию он стал активным участником ветеранского сообщества и занялся консультированием страдающих посттравматическим стрессовым расстройством. Долгое время он сам страдал от сильного стресса и иррациональных вспышек ярости, однако не хотел самому себе признаться в том, что был болен, и в итоге был вынужден уйти с работы в торговле и выйти на пенсию по инвалидности. В конце концов Пэйн смог взять свою болезнь под контроль и начал наслаждаться обычной жизнью гражданского человека. В 1996 году его именем было названо новое отделение частного госпиталя Гринслоупс, предназначенное для оказания помощи при посттравматическом стрессовом расстройстве, наркотической и алкогольной зависимостях, депрессивных и тревожных состояниях, проблемам с психическим здоровьем пожилых ветеранов.

Марка с Пэйном

1 января 2001 года Пэйн получил медаль Столетия «за заслуги перед ветеранским сообществом». 26 января 2006 года он был награждён медалью ордена Австралии «за заслуги перед обществом, особенно посредством поддержки молодежных программ и групп ветеранов». В том же году Пэйн рассказал о своём подвиге в интервью для докудраматического фильма «Герои Креста Виктории», включившего также в себя архивные съёмки и художественную реконструкцию событий боя во Вьетнаме. В 2012 году он стал покровителем фонда «Victoria Cross Trust», в а 2013 году — представителем организации «The Services Recognition Feather». 8 июня 2015 года Пэйн был возведён в звание члена ордена Австралии «за значительные заслуги перед ветеранам и их семьями в качестве представителя, покровителя и защитника благополучия и здоровья ветеранов». Награда была вручена ему 18 сентября того же года генерал-губернатором Австралии и канцлером ордена Австралии Питером Косгроувом на церемонии инвеституры в Доме правительства в Канберре. В том же году «Почта Австралии» выпустила пять почтовых марок в серии «Австралийские легенды», посвящённые пяти австралийским кавалерам креста Виктории, в числе которых — Кит Пэйн, Марк Дональдсон, Дэниел Кейгран, Бен Робертс-Смит, Кэмерон Бэрд (посмертно). Ещё в 2012 году Пэйн лично запустил в продажу серию из пяти австралийских почтовых марок с изображением армейского знака «Восходящее солнце». Также он неоднократно ездил в Ирак и Афганистан для поддержки размещённых там австралийских военнослужащих.
Пэйн является членом Ассоциации креста Виктории и креста Георга. В этом качестве в 2010 году в Букингемском дворце он был принят королевой, отметившей, что «мы уже встречались». В 2012 году Пэйн вместе с другими кавалерами крестов Виктории и Георга присутствовал на приёме у Чарльза, принца Уэльского и Камиллы, герцогини Корнуолльской, где был награждён медалью Бриллиантового юбилея королевы Елизаветы II. В 2014 году он принял участие в церемонии по случаю дня АНЗАК у Австралийского военного мемориала и во встрече с герцогом и герцогиней Кебриджскими, приехавшими с визитом в Австралию. В том же году Пэйн был приглашён на чай к принцу Уэльскому в Сент-Джеймсский дворец, после чего побывал на приёме у королевы и герцога Эдинбургского, а также пообщался с принцем Гарри.
В настоящее время Пэйн является последним ныне живущим кавалером «имперского» креста Виктории в Австралии. Вместе с другими военными ветеранами, такими как Гарри Смит, он активно поддерживает возвращение к имперской наградной системе и возобновление награждения прежними медалями за храбрость, такими как крест Виктории или Военный крест.

## Личная жизнь
5 декабря 1954 года в Пресвитерианской церкви Баньо в Брисбене Кит Пэйн женился на Флоренс Кэтрин Плоу, служившей в Королевском австралийском женском армейском корпусе и с которой познакомился во время службы в армии. У них родилось пятеро сыновей: Рон (р. 1955), Грег (р. 1957), Колин (р. 1958), Иэн (р. 1959), Дерек (р. 1962). Из критики общественностью войны во Вьетнаме детям Пэйна буквально с боем приходилось пробиваться в школу, тогда как на ограде их дома появлялись надписи типа «Убийца-младенцев». В 2011 году Флоренс была награждена медалью ордена Австралии «за заслуги перед обществом посредством поддержки сёрферного спасательного движения, а также ветеранов и членов их семей». Чета Пэйнов живёт в Маккае, штат Квинсленд. В 2014 году они отметили 60-летие свадьбы.

## Награды
Сверху вниз, слева направо:
- Первый ряд: Крест Виктории;
- Второй ряд: Орден Австралии степени члена, медаль активной службы Австралии 1945—1975[англ.] с пряжками[англ.] «КОРЕЯ», «МАЛАЙЗИЯ», «ВЬЕТНАМ» и «ТАЙ-МАЛАЙ», Корейская медаль[англ.], Медаль «За службу ООН в Корее»;
- Третий ряд: Медаль общей службы[англ.] с пряжкой «МАЛАЙСКИЙ ПОЛУОСТРОВ», Вьетнамская медаль, медаль службы Австралии 1939—1945 с пряжками «КОРЕЯ», «ЮВ АЗИЯ» и «ПНГ», медаль Серебряного юбилея королевы Елизаветы II;
- Четвёртый ряд: Медаль Золотого юбилея королевы Елизаветы II, медаль Бриллиантового юбилея королевы Елизаветы II, медаль Столетия, медаль службы в силах обороны[англ.] с двумя пряжками за 25 лет службы;
- Пятый ряд: Национальная медаль[англ.], медаль австралийской обороны[англ.], медаль «За похвальную службу»[англ.], медаль «За долгую службу и хорошую выслугу»[англ.];
- Шестой ряд: Крест «За выдающиеся заслуги» (США), медаль «Серебряная звезда», крест «За храбрость» с бронзовой звездой (Республика Вьетнам), медаль военной службы в Корее (Республика Корея);
- Седьмой ряд: Медаль вьетнамской кампании (Республика Вьетнам), медаль дофарской кампании (Оман), медаль дофарской победы (Оман), медаль службы Малайзии[англ.] (Малайзия);
- Восьмой ряд: Похвальная благодарность армейскому подразделению (США), крест «За храбрость» с благодарностью подразделению и пальмой (Республика Вьетнам).

В 2007 году Пэйн принял решение продать все свои медали в Военный и колониальный музей Мэриборо для того, чтобы обеспечить свою семью. Там выставлялись все награды, которые не умещались у него на груди. В 2014 году Пэйн пожертвовал медали в дар Австралийскому военному мемориалу, располагающему наибольшей коллекцией австралийских крестов Виктории.